# Referèndum sobre la República Islàmica de l'Iran de 1979
Els dies 30 i 31 de març de 1979, poc després de la victòria de la Revolució, es va celebrar a l'Iran un referèndum sobre la creació d'una República Islàmica . L'aiatol·là Khomeini no va permetre un referèndum obert, insistint que la població iraniana ja havia mostrat la seva voluntat d'establir una "república islàmica" manifestant-se contra el xa. Com a resposta, partits polítics com el Front Democràtic Nacional i el Fadaiyan Khalgh van boicotejar el referèndum.
|          | Vots       | %     |
| -------- | ---------- | ----- |
| Sí       | 20.147.855 | 98,57 |
| No       | 140.996    | 0,69  |
| Invàlids | 151.257    | 0,74  |
| Total    | 20.440.108 | 100 % |

Font: Ministeri de l'Interior
Els Mojahedin-e-Khalqh, el Partit Tudeh, el Moviment d'Alliberament, el Front Nacional i el Partit Republicà Popular Islàmic, també "es van oposar a la imposició de l'elecció de Khomeini". Segons els resultats oficials, el referèndum va ser aprovat pel 98,2% dels ciutadans elegibles.
Per tal d'incloure la joventut iraniana que va participar en la revolució, l'edat per votar es va reduir de 18 a 16 anys 
Arran d'això, la constitució de 1906 va ser declarada invàlida i es va adoptar una nova constitució que va ser ratificada per un altre referèndum el desembre de 1979.

## Partits polítics
| Posició                         | Organitzacions                            | Ref             |
| ------------------------------- | ----------------------------------------- | --------------- |
| Sí                              |                                           |                 |
| Islamic Republican Party        | [ 2 ]                                     |                 |
| National Front                  | [ 2 ] [ 4 ]                               |                 |
| Freedom Movement                | [ 2 ] [ 4 ]                               |                 |
| Tudeh Party                     | [ 2 ] [ 4 ]                               |                 |
| People's Mojahedin Organization | [ 2 ]                                     |                 |
| Muslim People's Republic Party  | [ 2 ]                                     |                 |
| Toilers Party                   | [ 5 ]                                     |                 |
| Iran Party                      | [ cal citació ]                           |                 |
| Pan-Iranist Party               | [ cal citació ]                           |                 |
| Nation Party                    | [ cal citació ]                           |                 |
| Boicot                          | National Democratic Front                 | [ 2 ]           |
| Boicot                          | Organization of People's Fedai Guerrillas | [ 6 ]           |
| Boicot                          | People's Fedai Guerrillas                 | [ 7 ]           |
| Boicot                          | Peykar                                    | [ cal citació ] |
| Boicot                          | Democratic Party of Iranian Kurdistan     | [ 8 ]           |
| Boicot                          | Komala Party of Iranian Kurdistan         | [ 8 ]           |

## Votació

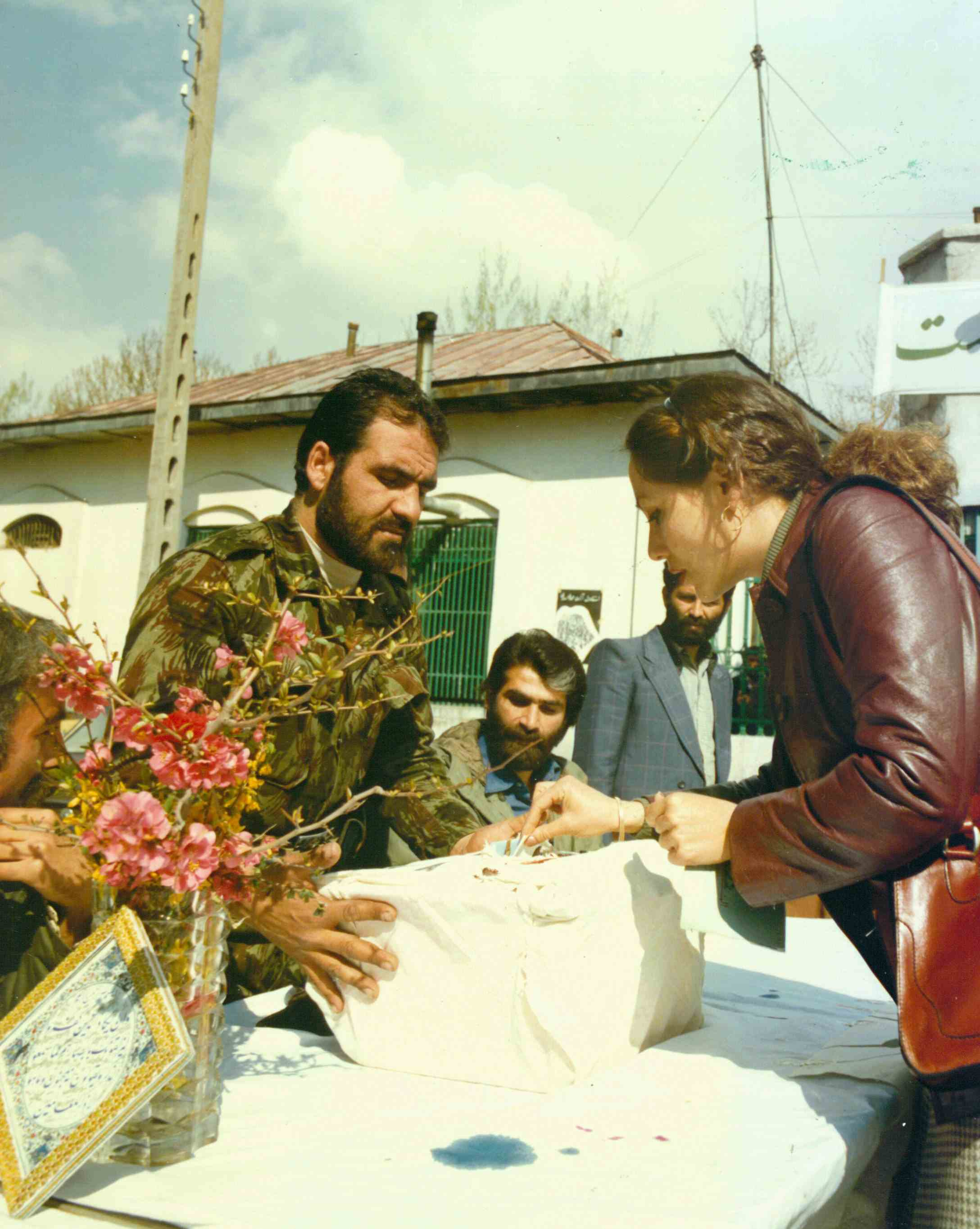
Dona votant

El govern provisional de l'Iran va convidar una delegació de quatre juristes internacionals de l'Associació Internacional d'Advocats Demòcrates a supervisar la votació. Segons The Washington Post, els llocs de votació no tenien cabines de votació i els observadors podien veure clarament les paperetes de colors. Segons el cap de la delegació "aquesta no és la nostra manera de fer les coses a Occident, i no compleix els nostres criteris de democràcia". Per la seva banda, Sadegh Zibakalam qualificà el referèndum de "lliure i just". Finalment, Michael Axworthy afirmà que "pot haver-hi hagut algunes irregularitats en el referèndum, però la majoria d'observadors equilibrats d'aleshores i des de llavors han acceptat que fossin les condicions, un referèndum en aquell moment amb aquesta pregunta sempre hauria donat una majoria massiva pel mateix resultat".
Es va registrar una gran participació de votants a tot el país, excepte a la Sahra turcomana i al Kurdistan iranià, on el referèndum no es va poder celebrar en la seva totalitat a causa dels conflictes armats en curs.

## Resultats
| Elecció            | Vots       | %    |
| ------------------ | ---------- | ---- |
| A favor            | 20.147.855 | 99.3 |
| En contra          | 140.996    | 0,7  |
| Vots Vàlids        | 20.288.851 | 100  |
| Font: Nohlen et al |            |      |

| Elecció                               | Vots       |
| ------------------------------------- | ---------- |
| Nombre de votants elegibles           | 20.857.391 |
| Nombre de votants reals               | 20.440.108 |
| Participació electoral                | 98%        |
| Font: Iran Social Science Data Portal |            |

### Resultats per província
| Província                           | Vots       | Vots    | Proporció de vots | Proporció de vots |
| Província                           | Sí         | No      | Sí                | No                |
| ----------------------------------- | ---------- | ------- | ----------------- | ----------------- |
| East Azerbaijan Province            | 2,001,628  | 5,354   | 99.73%            | 0.27%             |
| Azerbaidjan Occidental              | 640,323    | 5,547   | 99.14%            | 0.86%             |
| Província d'Esfahan                 | 1,357,605  | 4,470   | 99.67%            | 0.33%             |
| Província d'Ilam                    | 161,942    | 16      | 99.99%            | 0.01%             |
| Bakhtaran Province                  | 612,830    | 6,159   | 99.00%            | 1.00%             |
| Bushehr Province                    | 200,023    | 333     | 99.83%            | 0.17%             |
| Tehran Province                     | 3,462,449  | 72,980  | 97.94%            | 2.06%             |
| Chaharmahal and Bakhtiari Province  | 210,936    | 885     | 99.58%            | 0.42%             |
| Khorasan Province                   | 1,983,458  | 6,712   | 99.66%            | 0.34%             |
| Khuzestan Province                  | 1,248,591  | 8,557   | 99.32%            | 0.68%             |
| Zanjan Province                     | 765,786    | 875     | 99.89%            | 0.11%             |
| Semnan Province                     | 185,674    | 424     | 99.77%            | 0.23%             |
| Sistan and Baluchestan Province     | 314,319    | 1,052   | 99.67%            | 0.33%             |
| Fars Province                       | 1,224,821  | 5,281   | 99.57%            | 0.43%             |
| Kordestan Province                  | 318,360    | 2,570   | 99.20%            | 0.80%             |
| Kerman Province                     | 651,011    | 1,507   | 99.77%            | 0.23%             |
| Kohgiluyeh and Boyer-Ahmad Province | 159,463    | 254     | 99.84%            | 0.16%             |
| Gilan Province                      | 810,708    | 7,539   | 99.08%            | 0.92%             |
| Lorestan Province                   | 643,216    | 821     | 99.87%            | 0.13%             |
| Mazandaran Province                 | 1,205,501  | 3,871   | 99.68%            | 0.32%             |
| Markazi Province                    | 771,189    | 1,052   | 99.86%            | 0.14%             |
| Hormozgan Province                  | 252,791    | 3,842   | 98.50%            | 1.50%             |
| Hamedan Province                    | 744,636    | 1,023   | 99.86%            | 0.14%             |
| Yazd Province                       | 241,024    | 187     | 99.92%            | 0.08%             |
| Abroad                              | 118,069    | 12,444  | 90.47%            | 9.53%             |
| Total                               | 20,286,353 | 153,755 | 99.25%            | 0.75%             |
| Font: Ministeri de l'Interior       |            |         |                   |                   |